# Calouste Gulbenkian
Calouste Sarkis Gulbenkian, född 23 mars 1869 i Üsküdar, Konstantinopel, död 20 juli 1955 i Lissabon, var en armenisk-brittisk företagare och filantrop. 

## Biografi
Gulbenkian spelade en framträdande roll i att göra Mellanösterns petroleumreserver tillgängliga för utvinning från Västerlandet. Han erhöll 1890 den turkiska regeringens uppdrag att söka efter olja i östra Turkiet. Under de följande åren etablerade han sig som en förmedlare och rådgivare i oljebranschen.
På något oklara grunder erhöll han en minoritetspost om 5 procent av aktierna i det 1914 grundade Turkish Petroleum Company, senare ombildat till Iraq Petroleum Company och kontrollerat av British Petroleum, BP. Innehavet kom att ge honom en enorm förmögenhet och tillnamnet "Mr Five Percent".
Gulbenkain hade blivit brittisk medborgare 1902 och fungerade som shahens rådgivare i oljefrågor.
Vid slutet av sitt liv hade han blivit en av världens rikaste personer och hans konstsamlingar ansågs tillhöra de främsta privata samlingarna. De sista åren tillbringade han i Portugal och större delen av hans förmögenhet testamenterades till Gulbenkianstiftelsen i Lissabon. Stiftelsen driver bland annat  Gulbenkianbiblioteket, Gulbenkianmuseet, ett vetenskapsinstitut och social verksamhet.